# زنوس کارز
زنوس کارز (انگلیسی: Zenos Cars) شرکت خودروسازی بریتانیایی است، که در سال ۲۰۱۲ تأسیس شد.